# Revista NU
A Revista NU é a publicação planeada e produzida pelos estudantes do Departamento de Arquitectura da Universidade de Coimbra. Essencial, imparcial e descomprometida, a NU é uma ferramenta de aprendizagem que tem como objectivo a reflexão e debate em diversos temas relacionados com a arquitectura, enriquecida pela colaboração de diversos arquitectos e académicos de todo o mundo.

## Biografia
A NU surge no ano lectivo de 2001-2002, integrada no programa de objectivos do NUDA/AAC, o Núcleo de Estudantes do Departamento de Arquitectura da Universidade de Coimbra. O primeiro número, Encruzilhadas, é lançado em Abril de 2002, e a NU torna-se, aí, uma revista periódica de reflexão e debate sobre temas relacionados com a arquitectura, que se propõe, essencialmente, como um pretexto de discussão e como uma ferramenta de aprendizagem para quem faz e para quem lê.
Desde então, mais de 40 números da NU foram lançados, assumindo-se a revista como uma publicação de teoria e crítica, focada em temas de interesse à produção arquitectónica mas também extra-disciplinar. Assim, aos textos de crítica produzidos pelos estudantes acrescentam-se inúmeras colaborações de nomes nacionais e internacionais ao longo dos anos, tais como: Álvaro Siza, Eduardo Souto de Moura, Dominique Perrault, MVRDV, Josep Maria Montaner, Beatriz Colomina, Toyo Ito, Paulo Mendes da Rocha, Saskia Sassen, Hans Ibelings, Mansilla e Tuñon, Alberto Campo Baeza, Bjarke Ingels, FOA (Foreign Office Architects), Gonçalo Byrne, Kurt Forster e Denise Scott Brown.
Em 2003, é lançado o número #12 Onde está Coimbra?, no âmbito da Coimbra Capital Nacional da Cultura. Em 2004, a convite do Instituto das Artes, a Bienal de Veneza conta com a presença da NU, com o número #20 Onde está Portugal?, integrado na representação portuguesa comissariada por Pedro Gadanho. Em 2007, o programa Gau:di, de apoio a publicações sobre arquitectura de vários países europeus, faz uma recolha a ser apresentada em feiras internacionais e inclusa numa antologia, distinguindo a NU para representar a crítica portuguesa de arquitectura. Em 2013 foi lançado o número #40 Entrevistas . Antologia Crítica que marca a primeira década de existência da revista.
A NU pauta-se assim, actualmente, pelo debate que o seu legado publicado tem vindo a gerar a várias escalas – de escola, cidade, nacional e internacional –, e pelo enriquecimento pedagógico que a sua discussão e produção representa sempre enquanto revista de estudantes.